# Hedvig Catharina von Fersen
Hedvig Catharina von Fersen, född De la Gardie den 20 maj 1732 i Stockholm, död 24 april 1800 i Stockholm, var en svensk grevinna.

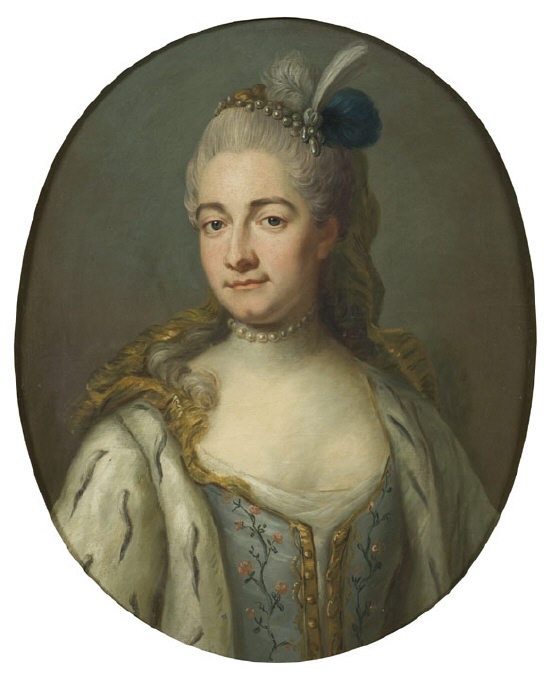
Hedvig Katarina de la Gardie, 1700-tal.

Hedvig Catharina var dotter till greve Magnus Julius De la Gardie och grevinnan Hedvig Catharina Lillie (1695–1745) efter vilka hon ärvde Löfstad slott. Hon gifte sig 1752 med greve Axel von Fersen d.ä. och stärkte genom det äktenskapet Axel von Fersens ekonomiska såväl som sociala ställning.
Hon var en tid vän till Lovisa Ulrika, som 1778 kallade henne och Eva Ekeblad för sina enda vänner. Clas Julius Ekeblad sade om henne 1774, då hennes son Hans Axel efterträdde hennes make som älskare till Eva Helena Löwen, "Min tant, har därav blivit så gripen, att hon gråtit – hon, som aldrig drager sig för att skilja en man från sin hustru."
Gustav III ryktas ha varit förälskad i henne under sin tid som kronprins; år 1764 brukade Gustav promenera på slottstaket och vinka till Hedvig då hon visade sig på Fersenska palatsets terrass vid fyratiden, skicka blommor och be om möten i Karlbergs slottspark. Det är inte troligt att relationen gick mycket längre: Hedvig ska ha varit "ömsom road, ömsom tämligen avvisande". 
Efter att maken blev riksråd 1772 var hon känd som riksrådinnan Fersen vid hovet. Under Gustav III:s första regeringsår tillhörde hon hans nära vänner, den krets av diskussionspartner med vilka han stannade uppe och diskuterade länge om kvällarna . Då Gustav ersatte franskan med svenska språket som kulturspråk och vid hovet var hon den enda av kvinnorna vid hovet som öppet protesterade, då hon vid premiären av operan "Zaire" 1774 sade att "det svenska ordet älskling var underlägset" dess franska motsvarighet . Hedvig Catharina, liksom sin make och svåger, var kända för att uppvisa en viss högfärd, och visade även en stark självständighet mot kungafamiljen då de ansåg att deras värdighet stördes, vilket förorsakade en del rangkonflikter med Gustav III och gjorde att både kungafamiljen och familjen Fersen betraktade varandra med en viss distans  Ett exempel på en sådan konflikt var då hon vägrade låta sin dotter Sophie tacka ja till Gustavs inbjudan därför att hon ansåg det bryta mot dennas värdighet att resa så sent på kvällen. Gustav III brukade dock ha som vana att supera med Hedvig Catharina en gång i veckan
Hedvig Catharina von Fersen utsågs år 1774 av Gustav III att anföra den svenska delegation som skulle välkomna Hedvig Elisabet Charlotta till Sverige inför dennas giftermål med Karl XIII. Hon fick därmed denna roll i stället för den nyutnämnda hovmästarinnas för Charlottas hov, Ulrika Charlotta Sprengtporten. Hon avreste till Wismar i Svenska Pommern i maj i spetsen för fyra hovfröknar, kammarherrarna Adolf Ludvig Piper och Adolf Ludvig Hamilton och sin dotter Sophie, och organiserade sedan ceremonielet kring Charlottas mottagning och bröllop där i juli. Enligt Hamilton skötte hon sin uppgift väl och handskades föredömligt med den svenska guvernören von Höpken: "hon lotsade sig fram genom svårigheterna med fin takt och förstånd". Hon höll stor mottagning för lokala dignitärer, bland andra tribunalets ledamöter, höll sedan det formella välkomnandet och bröllopet för Charlotta, och ledsagade henne sedan till Sverige.
En brytning inträdde med Gustav III i samband med en hovskandal i februari 1777. Skandalen bestod i ett etikettsbrott, där von Fersen hade vägrat att tillåta sin dotter Sophie infinna sig till repetition till baletten Le carneval de Venice, som kungen tänkte hålla till ära för sin mor och där aktörerna bestod av medlemmar av hovet. Orsaken var att ett missförstånd kring tidpunkten gjorde att Sophie von Fersen skulle ha fått vänta klädd i aftonklädsel tillsammans med balettdansöser. von Fersens vägran betraktades som en ordervägran och majestätsbrott och endast genom medling av Hedvig Elisabet Charlotta kunde en formell försoning åstadkommas.
Makarna medverkade till uppförandet av en ny kyrka i Ljungs socken i Östergötland. Axel von Fersen avled innan kyrkan var färdigställd, men den 13 september 1796 deponerade Hedvig Catharina en ask med olika samtida mynt som ett minne åt eftervärlden i ett utrymme i kyrkans altare. Hon är även begravd under kyrkgolvet i det von Fersenska gravkoret i nämnda kyrka.
Barn:
1. Hedvig Eleonora von Fersen (1753–1792)
2. Hans Axel d.y. von Fersen (1755–1810)
3. Sophie von Fersen (1757–1816)
4. Fabian Reinhold von Fersen (1762–1818)